# Final Fantasy Dimensions
Final Fantasy Dimensions, conhecido no Japão como Final Fantasy Legends: Hikari to Yami no Senshi (ファイナルファンタジー レジェンズ 光と闇の戦士, Fainaru Fantajī Rejenzu: Hikari to Yami no Senshi), é um jogo eletrônico de RPG produzido pela Matrix Software em parceria com a Square Enix e publicado pela Square Enix. Ele foi lançado no Japão em 2010 para aparelhos celulares FOMA 903i e mundialmente em 2012 para dispositivos iOS e Android.
Dimensions é um jogo episódico com gráficos bidimensionais possuindo uma jogabilidade similar a outros títulos da série Final Fantasy, como, por exemplo, um sistema de classes e um sistema de batalha variação do Active Time Battle. A história segue dois grupos, os Guerreiros da Luz e os Guerreiros da Escuridão, com o jogador podendo controlar até cinco membros em sua aventura para recuperar seu mundo despedaçado e impedir os planos da sombra para o Império de Avalon.